# Piana
Piana je općina na istočnoj obali zaljeva Porto u francuskoj regiji otoka Korzika, u departmanu Corse-du-Sud. 
Uvale Piana (E Calanche di Piana, Calanques de Piana) su mnogi morski usjeci (calanca) općine Piana, između Ajaccioa i Calvija.
God. 1983., uvale Piana i zaljev Porto upisani su na UNESCO-ov popis mjesta svjetske baštine u Europi kao prirodni fenomen izvanredne ljepote, posebice porfiritskih stijena poluotoka Scandola s kršovitim raslinjem, bistrih voda s mnogo manjih uvala i nepristupačnih špilja u kojima obitava veliki broj raznolikih morskih živih vrsta.
- Piana
- Organizirani obilazak parka
- Riolitne stijene rta Osani
- Usjeci Piana
- Otok Gargalo i Palazzu ploča

## Vanjske poveznice
- Izvor podataka: Insee (fr.)

|  | Portal Francuske – Pristup člancima s tematikom o Francuskoj. |